# Niponius andrewesi
Niponius andrewesi är en skalbaggsart som beskrevs av Lewis 1893. Niponius andrewesi ingår i släktet Niponius och familjen stumpbaggar. Inga underarter finns listade i Catalogue of Life.